# Cuitiva, Boyacá
Cuitiva là một thị xã và đô thị ở Departamento Boyacá, thuộc tỉnh Sugamuxi một phân vùng của Boyaca.